# Palazzo Alessandro Giustiniani
Il palazzo Alessandro Giustiniani è un edificio storico italiano, sito in via di San Bernardo 21, nel centro storico di Genova. È uno dei Palazzi dei Rolli che furono designati, al tempo della Repubblica di Genova, a ospitare gli ospiti di alto rango durante le visite di stato per conto del governo genovese.
Dal 1944 è sottoposto a vincolo di tutela da parte della soprintendenza.

## Storia e descrizione
Il palazzo si affaccia su uno storico crocevia di Piazzalunga, elemento di divisione tra l'area caratterizzata da edifici religiosi e quella più densamente costruita della città vecchia.
Le prime notizie risalgono al XIV secolo, quando il sito risultava citato nella lista dei beni delle famiglie Sauli e Giustiniani. Fu  inserito per la prima volta nel rollo del 1599, come proprietà di Alessandro Giustiniani.
Da notare al piano nobile una loggia balaustrata di ordine ionico che si apre su un piccolo cortile interno. Al piano terreno sono ancora visibili due colonne binate in marmo bianco che documentano l'impianto originario dell'atrio e della scala.
Il portale esterno, in marmo bianco, è configurato da lesene a telamoni di grande rilievo, con una cifra espressiva vicina a Taddeo Carlone.